# IX Batallón de Fortaleza de la Luftwaffe
El IX Batallón de Fortaleza de la Luftwaffe (IX. Luftwaffen-Festungs-Bataillon) fue una unidad de la Luftwaffe durante la Segunda Guerra Mundial.

## Historia
Fue formado en septiembre de 1944 desde el 1209.º Batallón de Campaña de la Luftwaffe en el VI Comando Administrativo Aéreo con 3 compañías, fue transferido al VII Ejército en Eifel. Para la formación se recurrió a personal de la Escuela de pilotos 4 en Sprottau, Escuela de pilotos 9 en Pretzsch, Escuela de pilotos 18 en Lüben y además un Batallón de Reemplazo Aéreo. A mediados de septiembre de 1944, el batallón se trasladó al área de Geilenkirchen con la 406.ª División. El 22 de septiembre de 1944 fue absorbido por la 89.ª División de Infantería y disuelto el 27 de septiembre de 1944. A fines de septiembre de 1944 el batallón se incorporó como II Batallón/1055.º Regimiento de Granaderos y II Batallón/1056.º Regimiento de Granaderos.
| Unidad       | Correo Postal |
| Plana Mayor  | 61591 A       |
| 1.ª Compañía | 61591 B       |
| 2.ª Compañía | 61591 C       |
| 3.ª Compañía | 61591 D       |